# École de la chambre syndicale de la couture parisienne
A párizsi École de la chambre syndicale de la couture parisienne a Chambre Syndicale de la Haute Couture által 1927-ben alapított kreatív szakmák felsőoktatási magánintézménye.
A divat és a haute couture technikák területén oktatást nyújt, és 2010 óta található Párizs 2. kerületében.
2019-től az École de la chambre syndicale de la couture parisienne és az 1986-ban alapított IFM összeállt az új Institut français de la mode létrehozása érdekében.

## Híres diplomások
- Konsánszky Dóra, magyar divattervező, ruhatervező iparművész